# Van Dieren
Van Dieren Éditeur est une maison d'édition protestante, francophone et indépendante, fondée en 1995. Elle est située à Paris. Spécialisée dans le protestantisme libéral, cette maison publie également des ouvrages d'art et de littérature.
Son actuel directeur est Patrick Van Dieren. La collection théologie est dirigée par Laurent Gagnebin et André Gounelle .

## Auteurs publiés
- Laurent Gagnebin
- André Gounelle
- Rémi Gounelle
- Stéphane Lavignotte
- Raphaël Picon
- Bernard Reymond
- Friedrich Schleiermacher
- Ernst Troeltsch

## Collections
La maison d'édition a constitué différentes collections, dont que Par Ailleurs (dirigée par le Groupe de la Riponne), Débats, les collections de théologie, (Petite bibliothèque et Références), Rip on/off et Arts. 

### Collection Rip on/off
La collection Rip on/off, dirigée par Christian Indermuhle et Thibault Walter, est dédié au domaine des "études sonores". La collection est lancée en 2008 avec l'ouvrage Physiques sonores, qui présente à travers différents textes l'approche aux matériaux sonores du compositeur Zbigniew Karkowski. Le livre est accompagné d'une œuvre sonore inédite sur CD. À raison d'un titre par année, la collection publie les textes et édite une œuvre musicale originale d'un artiste sonore. Parmi les artistes présentés dans cette collection figurent David Dunn, Leif Elggren, Diamanda Galás, Nicolas Collins, Michael Gendreau, GX Jupitter-Larsen et Helen Thorington.